# Општина Долорес Идалго Куна де ла Индепенденсија Насионал (Гванахуато)
Долорес Идалго Куна де ла Индепенденсија Насионал (шп. Dolores Hidalgo Cuna de la Independencia Nacional) општина је у Мексику у савезној држави Гванахуато. Општина се налази на надморској висини од 1920 м.

## Становништво
Према подацима из 2010. у општини је живело 148173 становника.

### Хронологија
| Година       | 2000                   | 2005                   | 2010                   |
| ------------ | ---------------------- | ---------------------- | ---------------------- |
| Становништво | 128994 (61103 / 67891) | 134641 (63340 / 71301) | 148173 (69891 / 78282) |

### Попис
| \| \| м \| \| \| ж \| \| 0—2 \| 5.025 \| \| \| 4.854 \| \| 3—5 \| 5.183 \| \| \| 5.034 \| \| 6—11 \| 10.726 \| \| \| 10.670 \| \| 12—14 \| 5.329 \| \| \| 5.166 \| \| 15—17 \| 5.037 \| \| \| 5.470 \| \| 18—24 \| 8.888 \| \| \| 10.982 \| \| 60+ \| 5.485 \| \| \| 6.368 \| \| Просек : \| 25,8 \| \| \| 27,2 \| |        |  |  |        |
| |        |  |  |        |
| | м      |  |  | ж      |
| 0—2 | 5.025  |  |  | 4.854  |
| 3—5 | 5.183  |  |  | 5.034  |
| 6—11 | 10.726 |  |  | 10.670 |
| 12—14 | 5.329  |  |  | 5.166  |
| 15—17 | 5.037  |  |  | 5.470  |
| 18—24 | 8.888  |  |  | 10.982 |
| 60+ | 5.485  |  |  | 6.368  |
| Просек : | 25,8   |  |  | 27,2   |

| #   | Индикатор                                                                                        | Вредност |
| --- | ------------------------------------------------------------------------------------------------ | -------- |
| 1   | Становништво од 0 до 2 године                                                                    | 9879     |
| 2   | Мушко становништво од 0 до 2 године                                                              | 5025     |
| 3   | Женско становништво од 0 до 2 године                                                             | 4854     |
| 4   | Становништво са 3 и више година                                                                  | 137550   |
| 5   | Мушко становништво са 3 и више година                                                            | 64500    |
| 6   | Женско становништво са 3 и више година                                                           | 73050    |
| 7   | Становништво са 5 и више година                                                                  | 130749   |
| 8   | Мушко становништво са 5 и више година                                                            | 61072    |
| 9   | Женско становништво са 5 и више година                                                           | 69677    |
| 10  | Становништво са 12 и више година                                                                 | 105937   |
| 11  | Мушко становништво са 12 и више година                                                           | 48591    |
| 12  | Женско становништво са 12 и више година                                                          | 57346    |
| 13  | Становништво са 15 и више година                                                                 | 95442    |
| 14  | Мушко становништво са 15 и више година                                                           | 43262    |
| 15  | Женско становништво са 15 и више година                                                          | 52180    |
| 16  | Становништво са 18 и више година                                                                 | 84935    |
| 17  | Мушко становништво са 18 и више година                                                           | 38225    |
| 18  | Женско становништво са 18 и више година                                                          | 46710    |
| 19  | Становништво од 3 до 5 година                                                                    | 10217    |
| 20  | Мушко становништво од 3 до 5 година                                                              | 5183     |
| 21  | Женско становништво од 3 до 5 година                                                             | 5034     |
| 22  | Становништво од 6 до 11 година                                                                   | 21396    |
| 23  | Мушко становништво од 6 до 11 година                                                             | 10726    |
| 24  | Женско становништво од 6 до 11 година                                                            | 10670    |
| 25  | Становништво од 8 до 14 година                                                                   | 25081    |
| 26  | Мушко становништво од 8 до 14 година                                                             | 12729    |
| 27  | Женско становништво од 8 до 14 година                                                            | 12352    |
| 28  | Становништво од 12 до 14 година                                                                  | 10495    |
| 29  | Мушко становништво од 12 до 14 година                                                            | 5329     |
| 30  | Женско становништво од 12 до 14 година                                                           | 5166     |
| 31  | Становништво од 15 до 17 година                                                                  | 10507    |
| 32  | Мушко становништво од 15 до 17 година                                                            | 5037     |
| 33  | Женско становништво од 15 до 17 година                                                           | 5470     |
| 34  | Становништво од 18 до 24 године                                                                  | 19870    |
| 35  | Мушко становништво од 18 до 24 године                                                            | 8888     |
| 36  | Женско становништво од 18 до 24 године                                                           | 10982    |
| 37  | Женско становништво од 15 до 49 година                                                           | 40876    |
| 38  | Становништво са 60 и више година                                                                 | 11853    |
| 39  | Мушко становништво са 60 и више година                                                           | 5485     |
| 40  | Женско становништво са 60 и више година                                                          | 6368     |
| 41  | Однос између мушкараца и жена                                                                    | 89.28    |
| 42  | Становништво од нуле до 14 година                                                                | 51987    |
| 43  | Становништво од 15 до 64 године                                                                  | 86793    |
| 44  | Становништво од 65 година и више                                                                 | 8649     |
| 45  | Просечан број деце                                                                               | 2.79     |
| 46  | Становништво рођено у ентитету                                                                   | 139300   |
| 47  | Мушко становништво рођено у ентитету                                                             | 65516    |
| 48  | Женско становништво рођено у ентитету                                                            | 73784    |
| 49  | Становништво рођено у другом ентитету                                                            | 6994     |
| 50  | Мушко становништво рођено у другом ентитету                                                      | 3438     |
| 51  | Женско становништво рођено у другом ентитету                                                     | 3556     |
| 52  | Становништво од 5 година и више резидентно у ентитету у јуну 2005. године                        | 125637   |
| 53  | Мушко становништво старосног доба од 5 година и више, резидентно у ентитету у јуну 2005. године  | 57368    |
| 54  | Женско становништво старосног доба од 5 и више година, резидентно у ентитету у јуну 2005. године | 68269    |
| 55  | Становништво од 5 година и више које је живело у другом ентитету у јуну 2005. године             | 1348     |
| 56  | Мушко становништво старије од 5 година које је живело у другом ентитету у јуну 2005. године      | 662      |
| 57  | Женско становништво старије од 5 година које је живело у другом ентитету у јуну 2005. године     | 686      |
| 58  | Становништво од 3 године и више које говори аутохтони језик                                      | 279      |
| 59  | Мушко становништво старо 3 године и више које говори аутохтони језик                             | 161      |
| 60  | Женско становништво старо 3 године и више које говори аутохтони језик                            | 118      |
| 61  | Становништво од 3 године и више које говори аутохтони језик и не говори шпански језик            | 0        |
| 62  | Мушко становништво старо 3 године и више које говори аутохтони језик и не говори шпански         | 0        |
| 63  | Женско становништво старо 3 године и више које говори аутохтони језик и не говори шпански језик  | 0        |
| 64  | Становништво старо 3 године и више које говори аутохтони језик и шпански                         | 132      |
| 65  | Мушко становништво старо 3 године и више које говори аутохтони језик и шпански                   | 71       |
| 66  | Женско становништво старо 3 године и више које говори аутохтони језик и шпански                  | 61       |
| 67  | Становништво од 5 година и више које говори аутохтони језик                                      | 273      |
| 68  | Становништво од 5 година и више које говори аутохтони језик и не говори шпански језик            | 0        |
| 69  | Становништво од 5 година и више које говори аутохтони језик и говори шпански језик               | 132      |
| 70  | Становништво у домородачким домаћинствима                                                        | 686      |
| 71  | Становништво са ограничењима у активностима                                                      | 7150     |
| 72  | Становништво са ограниченим ходањем или кретањем, горе или доле                                  | 3852     |
| 73  | Становници са ограничењима вида, чак и уз кориштење сочива                                       | 2149     |
| 74  | Становништво са ограничењима говора, комуникације или конверзације                               | 653      |
| 75  | Становништво са ограниченим слухом                                                               | 816      |
| 76  | Становништво са ограничењима при одевању, купању или јелу                                        | 318      |
| 77  | Становништво са ограничењима у опажању или учењу једноставних ствари                             | 394      |
| 78  | Становништво са менталним ограничењима                                                           | 610      |
| 79  | Становништво без ограничења активности                                                           | 139559   |
| 80  | Становништво од 3 до 5 година које не похађа школу                                               | 3810     |
| 81  | Мушко становништво од 3 до 5 година које не похађа школу                                         | 1945     |
| 82  | Женско становништво од 3 до 5 година које не похађа школу                                        | 1865     |
| 83  | Становништво од 6 до 11 година које не похађа школу                                              | 396      |
| 84  | Мушко становништво од 6 до 11 година које не похађа школу                                        | 230      |
| 85  | Женско становништво од 6 до 11 година које не похађа школу                                       | 166      |
| 86  | Становништво од 12 до 14 година које не похађа школу                                             | 1212     |
| 87  | Мушко становништво од 12 до 14 година које не похађа школу                                       | 640      |
| 88  | Женско становништво од 12 до 14 година које не похађа школу                                      | 572      |
| 89  | Становништво од 15 до 17 година похађа школу                                                     | 5574     |
| 90  | Мушко становништво од 15 до 17 година похађа школу                                               | 2558     |
| 91  | Женско становништво између 15 и 17 година живота у школи                                         | 3016     |
| 92  | Становништво од 18 до 24 године похађа школу                                                     | 3361     |
| 93  | Мушко становништво од 18 до 24 године похађа школу                                               | 1426     |
| 94  | Женско становништво од 18 до 24 године похађа школу                                              | 1935     |
| 95  | Становништво од 8 до 14 година које не може да чита и пише                                       | 992      |
| 96  | Мушко становништво старосног доба од 8 до 14 година које не може да чита и пише                  | 624      |
| 97  | Женско становништво старосног доби од 8 до 14 година које не може да чита и пише                 | 368      |
| 98  | Становништво од 15 година и више које је неписмено                                               | 11287    |
| 99  | Мушко становништво од 15 година и више које је неписмено                                         | 4396     |
| 100 | Женско становништво од 15 година и више које је неписмено                                        | 6891     |
| 101 | Становништво старо 15 и више година без школовања                                                | 14484    |
| 102 | Мушко становништво старо 15 и више година без школовања                                          | 6552     |
| 103 | Женско становништво старо 15 и више година без школовања                                         | 7932     |
| 104 | Становништво старосног доба 15 и више година са непотпуним основним образовањем                  | 16203    |
| 105 | Мушко становништво старосног доба од 15 година и више са непотпуном основним образовањем         | 8040     |
| 106 | Женско становништво старосног доба 15 и више година са непотпуном основним образовањем           | 8163     |
| 107 | Становништво старо 15 и више година са комплетним основним образовањем                           | 21178    |
| 108 | Мушко становништво старо 15 година и више са комплетним основним образовањем                     | 9786     |
| 109 | Женско становништво старо 15 и више година са комплетним основним образовањем                    | 11392    |
| 110 | Становништво старосног доба 15 и више година са непотпуним средњим образовањем                   | 6251     |
| 111 | Мушко становништво старосног доба од 15 година и више са непотпуним средњим образовањем          | 3357     |
| 112 | Женско становништво старосног доба од 15 година и више са непотпуним средњим образовањем         | 2894     |
| 113 | Становништво старо 15 и више година са пуним секундарном образовањем                             | 18267    |
| 114 | Мушко становништво старосног доба од 15 година и више са пуним секундарном образовањем           | 7381     |
| 115 | Женско становништво старосног доба од 15 година и више са пуним секундарном образовањем          | 10886    |
| 116 | Становништво старије од 18 година са постосновним образовањем                                    | 16710    |
| 117 | Мушко становништво старије од 18 година са постосновним образовањем                              | 7223     |
| 118 | Женско становништво старије од 18 година са постосновним образовањем                             | 9487     |
| 119 | Просечна оцена школовања                                                                         | 6.6      |
| 120 | Просечан ниво образовања мушке популације                                                        | 6.46     |
| 121 | Просечан ниво образовања женског становништва                                                    | 6.73     |
| 122 | Економски активно становништво                                                                   | 50932    |
| 123 | Економски активна мушка популација                                                               | 35143    |
| 124 | Економски активна женска популација                                                              | 15789    |
| 125 | Становништво које није економски активно                                                         | 54446    |
| 126 | Мушко становништво које није економски активно                                                   | 13119    |
| 127 | Женско становништво које није економски активно                                                  | 41327    |
| 128 | Запослено становништво                                                                           | 48093    |
| 129 | Запослено мушко становништво                                                                     | 32737    |
| 130 | Запослено женско становништво                                                                    | 15356    |
| 131 | Незапослена популација                                                                           | 2839     |
| 132 | Незапослена мушка популација                                                                     | 2406     |
| 133 | Незапослена женска популација                                                                    | 433      |
| 134 | Становништво без права на здравствене услуге                                                     | 39486    |
| 135 | Становништво које има право на здравствене услуге                                                | 107786   |
| 136 | Становништво које има право на ИМСС                                                              | 13628    |
| 137 | Становништво које има право на социјално осигурање                                               | 7011     |
| 138 | Становништво које има право на државно социјално осигурање                                       | 133      |
| 139 | Становништво које има право на опште осигурање или здравствено осигурање за нову генерацију      | 85632    |
| 140 | Становништво које је било једном или није било у браку током 12 година и више                    | 42740    |
| 141 | Венчано или уједињено становништво од 12 година и више                                           | 56166    |
| 142 | Становништво које је било у браку или уједињено 12 година и више                                 | 6818     |
| 143 | Становништво са католичком религијом                                                             | 142903   |
| 144 | Протестанти, еванђелисти и библијски следбеници различити од еванђелиста                         | 2278     |
| 145 | Становништво са другим религијама различитим од претходних                                       | 18       |
| 146 | Становништво без религије                                                                        | 914      |
| 147 | Укупно пописаних домаћинства                                                                     | 31513    |
| 148 | Пописна домаћинства на челу са мушкарцима                                                        | 23510    |
| 149 | Пописна домаћинства на челу са женама                                                            | 8003     |
| 150 | Становништво у пописним домаћинствима                                                            | 147391   |
| 151 | Становништво у пописним домаћинствима на челу са мушкарцима                                      | 114868   |
| 152 | Становништво у пописним домаћинствима на челу са женама                                          | 32523    |
| 153 | Укупно домаћинстава                                                                              | 38706    |
| 154 | Укупно насељених домаћинстава                                                                    | 31745    |
| 155 | Укупно приватних кућа                                                                            | 38474    |
| 156 | Насељени приватни домови                                                                         | 31513    |
| 157 | Укупно насељених приватних кућа                                                                  | 31739    |
| 158 | Ненасељене приватне куће                                                                         | 5117     |
| 159 | Појединачна домаћинства за привремену употребу                                                   | 1844     |
| 160 | Становници у насељеним приватним кућама                                                          | 147391   |
| 161 | Насељеност станара у приватним становима                                                         | 4.68     |
| 162 | Просечно становника по соби у приватним насељеним домаћинствима                                  | 1.27     |
| 163 | Појединачна домаћинства са подовима од различитих материјала од земље                            | 28684    |
| 164 | Појединачна домаћинства у приземљу                                                               | 2705     |
| 165 | Појединачна домаћинства са једном спаваћом собом                                                 | 10532    |
| 166 | Појединачна домаћинства са две спаваће собе и више                                               | 20879    |
| 167 | Појединачна домаћинства са једним собом                                                          | 1715     |
| 168 | Појединачна домаћинства са две собе                                                              | 5609     |
| 169 | Појединачна домаћинства са 3 собе и више                                                         | 24039    |
| 170 | Појединачна домаћинства која имају електрично светло                                             | 30014    |
| 171 | Појединачна домаћинства која немају електрично светло                                            | 1384     |
| 172 | Појединачна домаћинства која имају водоводну воду у стамбеном простору                           | 28274    |
| 173 | Појединачна домаћинства која немају водоводну воду у стамбеном простору                          | 3092     |
| 174 | Појединачна домаћинства која имају тоалет                                                        | 25256    |
| 175 | Појединачна домаћинства која имају канализацију                                                  | 24238    |
| 176 | Појединачна домаћинства која немају канализацију                                                 | 6963     |
| 177 | Појединачна домаћинства која имају електрично светло, довод воде из јавне мреже и канализацију   | 22613    |
| 178 | Појединачна домаћинства без икаквих услова                                                       | 787      |
| 179 | Појединачна домаћинства која имају радио                                                         | 26118    |
| 180 | Појединачна домаћинства која имају телевизор                                                     | 28931    |
| 181 | Појединачна домаћинства која имају фрижидер                                                      | 24453    |
| 182 | Појединачна домаћинства која имају машину за веш                                                 | 19531    |
| 183 | Појединачна домаћинства која имају аутомобил или комби                                           | 14689    |
| 184 | Појединачна домаћинства која имају рачунар                                                       | 4644     |
| 185 | Појединачна домаћинства која имају фиксну телефонску линију                                      | 8331     |
| 186 | Појединачна домаћинства која имају мобилни телефон                                               | 18363    |
| 187 | Појединачна домаћинства која имају приступ интернету                                             | 2868     |